# Freestyle (Lil Baby)
Freestyle è un singolo del rapper statunitense Lil Baby, pubblicato il 5 novembre 2017.

## Tracce
1. Freestyle – 2:40